# Lyle Emmens
Lyle Emmens – australijski judoka.
Srebrny medalista mistrzostw Oceanii w 1973. Mistrz Australii w 1974 roku.